# Булаготагы
Булаготагы (азерб. Bulaqotağı) — село в Юхары-Касильском административно-территориальном округе Агдашского района Азербайджана.

## Этимология
Название происходит от слов «булаг» (с азерб. — «родник») и «ятаг» (источник). Название обозначает «Место, где начинается родник».

## История
Село Булаг-отаги в 1913 году согласно административно-территориальному делению Елизаветпольской губернии относилось к Учковахскому сельскому обществу Арешского уезда.
В 1926 году согласно административно-территориальному делению Азербайджанской ССР село относилось к дайре Ляки Геокчайского уезда.
После реформы административного деления и упразднения уездов в 1929 году был образован Касильский сельсовет в Агдашском районе Азербайджанской ССР.
Согласно административному делению 1961 и 1977 года село Булаготагы входило в Касильский сельсовет Агдашского района Азербайджанской ССР.
В 1999 году в Азербайджане была проведена административная реформа и внутри Касильского административно-территориального округа был учрежден Юхары-Касильский муниципалитет Агдашского района.

## География
Булаготагы расположены на правом берегу реки Турианчай.
Село находится в 1,5 км от центра муниципалитета Юхары-Касиль, в 6 км от райцентра Агдаш и в 240 км от Баку. Ближайшая железнодорожная станция — Ляки.
Село находится на высоте 60 метров над уровнем моря.

## Население
| Численность населения | Численность населения | Численность населения | Численность населения |
| 1886                  | 1985                  | 1999                  | 2009                  |
| --------------------- | --------------------- | --------------------- | --------------------- |
| 227                   | ↗600                  | ↗721                  | ↗820                  |

В 1886 году в селе проживало 227 человек, все — азербайджанцы, по вероисповеданию — мусульмане-сунниты.
Население преимущественно занимается овощеводством, выращиванием зерна, коконоводством и животноводством.

## Климат
Среднегодовая температура воздуха в селе составляет +15 °C. В селе семиаридный клмат.

## Инфраструктура
В селе расположены начальная школа, библиотека и медицинский пункт.